# Pelle Hägglund
Per "Pelle" Evert Hägglund, född 17 januari 1901 i Själevads socken, död där 1 augusti 1967, var en svensk industriman.
Pelle Hägglund var son till fabrikör Johan Hägglund som drev en mindre verkstadsrörelse men som kom att utvecklas till ett av Norrlands största företag under namnet Hägglund & Söner. Pelle Hägglund tog 1931 över som VD för AB Hägglund & Söner och för skidfabriken AB Splitkein i Själevad. Han var även ledamot av styrelsen för Svenska träindustriförbundet 1938-1953 (som vice ordförande 1946 och ordförande 1948-1953), ledamot av styrelsen för Träindustrins branschorganisation (TIBO) 1942-1953, ledamot av SAF:s styrelse 1948-1953, ledamot av styrelsen för Motormännens Riksförbund 1949-1967 (1961-1965 som 2:e vice ordförande), ledamot av styrelsen för Sveriges verkstadsförenings norra krets 1955-1967 (som ordförande 1960-1965 och ledamot av Sveriges verkstadsförenings överstyrelse 1959-1966.